# ديانا شاتكوسكيت
ديانا شاتكوسكيت مواليد 23 يناير 1992 في شياولياي، ليتوانيا، هي لاعبة كرة يد ليتوانية تلعب كظهير أيسر. مثلت منتخب ليتوانيا لكرة اليد للسيدات.

## الإنجازات
- الدوري الليتواني لكرة اليد للسيدات:
  - 2011